# Adolf I. (Berg)

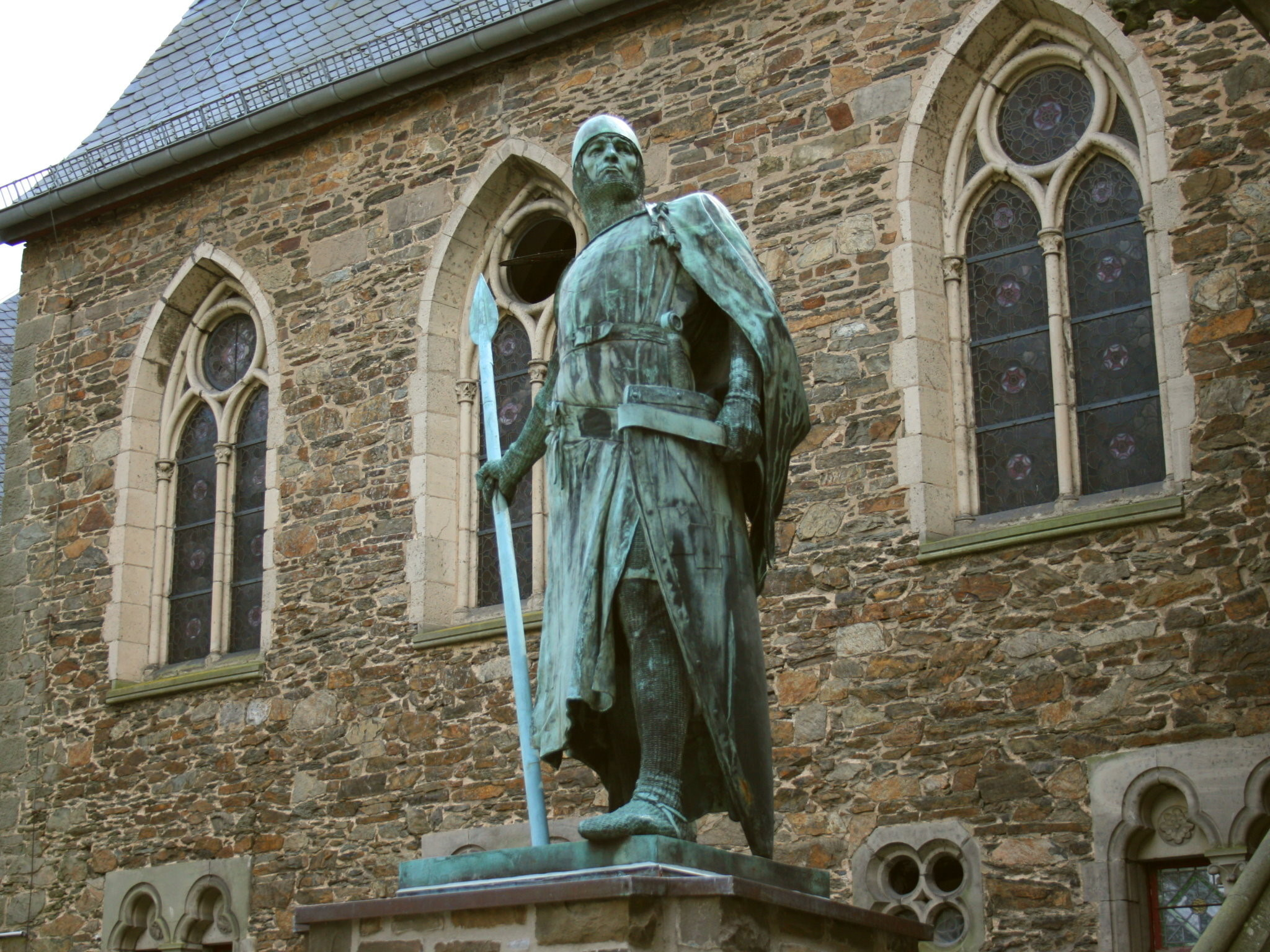
Historisierendes Standbild Adolfs I. aus dem Jahr 1902 von Friedrich Coubillier im Hof von Schloss Burg

Adolf I. von Berg (* um 1045; † wahrscheinlich 31. Juli 1106) war der erste urkundlich nachweisbare Graf von Berg. Er gilt als Begründer der gleichnamigen Grafschaft und Ahnherr des Dynastengeschlechts Berg. Sowohl seine Lebensdaten als auch Familienbeziehungen sind durch eine unsichere Quellenlage nicht eindeutig geklärt und deshalb in der Forschung umstritten.

## Leben
Adolf stammte aus einer Adelsfamilie, die ihren Stammsitz auf die vermutlich um das Jahr 1060 errichtete Burg Berge im heutigen Odenthal-Altenberg am linken Ufer der Dhünn verlegte und deren Mitglieder sich ab den 80er Jahren des 11. Jahrhunderts nach dieser benannten. Es existieren zwar Urkunden aus früheren Jahren, die das Cognomen de Monte und de Berge aufführen, jedoch bestehen an deren Echtheit bzw. Unverfälschtheit Zweifel. So datiert zum Beispiel Otto Oppermann die Entstehung dieser Urkunden erst in die zweite Hälfte des 12. Jahrhunderts.
Adolf I. kam um das Jahr 1045 zur Welt. Er erscheint erstmals 1080 bzw. 1079/89 in Urkunden des Kölner Erzbischofs Sigewin von Are, in denen er als Zeuge genannt wird; hier allerdings noch nicht als Graf. Durch enge Verbindungen zum Kölner Erzstuhl gewann das Haus Berg während des 11. Jahrhunderts an Einfluss und Macht. So dürfte Adolf I. von Erzbischof Anno II. für seine Unterstützung mit umfangreichen Reichslehen und Forstgerechtigkeiten auf der rechten Rheinseite belehnt worden sein.
Auf Basis der Chronik des Annalista Saxo lässt sich vermuten, dass Adolf frühestens um 1090 eine Ehe mit Adelheid von Lauffen, der Tochter des Grafen Heinrich II. von Lauffen und damit Erbin aus dem Hause der Grafen von Werl, einging. Durch diese Verbindung kamen westfälische Besitzungen von Adelheids Großvater Bernhard II. von Werl an die Berger und mehrten deren Grundbesitz im Wupperbogen. Möglicherweise war Adolf zuvor eine erste Ehe mit einer Angehörigen aus dem Haus Schwarzburg eingegangen. Aus der Verbindung mit Adelheid von Lauffen gingen drei Söhne hervor:
- Adolf II. (* 1090er; † (1160–1170)),[1] Nachfolger seines Vaters als Graf von Berg
- Eberhard (* 1090er; † (1142–1152)),[1] Mönch im Kloster Morimond, später Abt des Zisterzienserklosters St. Georgenthal bei Gotha in Thüringen
- Bruno (* 1090er; † Ende Mai 1137 Trani/Apulien),[1] 1131–1137 als Bruno II. Erzbischof von Köln

Außerdem ist es möglich, aber nicht bewiesen, dass Adolf I. eine Tochter namens Gisela hatte, die mit Sizzo III. von Schwarzburg verheiratet war.
In einer kaiserlichen Urkunde Heinrichs IV. aus dem Jahr 1101 erscheint Adolf dann erstmals als Graf (Adolf de Monte comites). Eine zweite Urkunde aus dem Jahr 1105 bestätigt seinen Status noch einmal (Adolfus comes de Berge). Er ist damit der erste Berger, für den der Grafentitel urkundlich sicher belegt ist, und wird deshalb in der Stammfolge der Grafen von Berg als Adolf I. geführt.

## Kontroversen um Adolf I.
Während Bockemühl und Milz davon ausgehen, dass ein 1093 erscheinender, 1092 noch minderjähriger Vogt des Klosters Werden namens Adolf (Adolfus, qui tunc temporis puer erat) identisch mit Adolf I. ist, wird diese Schlussfolgerung, die im Wesentlichen auf der Vornamensübereinstimmung, dem Fakt, dass die Vogtei 1092 offenbar bereits erblich war (ansonsten hätte 1092 ein Minderjähriger nicht Vogt sein können), und der Tatsache basiert, dass die Grafen von Berg später nachweislich Vögte des Klosters Werden waren, von Kraus abgelehnt, da sie urkundlich nicht sicher belegbar ist.
Ferner vertreten Bockemühl und Milz die Ansicht, dass der laut der Chronik des Annalista Saxo mit Adelheid von Lauffen verheiratete Adulfus di Huvili der Vater dieses Adolfus puer war. Auch diese Vermutung wird von Kraus abgelehnt, da dieser die Heirat von Adulfus di Huvili und Adelheid von Lauffen auf frühestens 1090 ansetzt. Zwar wäre dann ein 1092 als Minderjähriger erscheinender Adolfus puer als Sohn des Ehepaares theoretisch möglich, doch könnte dieser Sohn nicht als Adolf I. in den 1090ern die oben genannten, allgemein anerkannten Kinder des Adolf I. gezeugt haben.
Schließlich vermuten Bockemühl und Milz, dass Adolf I. (= Adolfus puer) nach der Chronik der Grafen von Kleve, von der Mark, Geldern, Jülich und Berg mit dem Titel Cronica Comitum et principum de Clivis et Marca, Gelriæ, Juliæ et Montium; necnon Archiepiscoporum Coloniensium, usque ad annum 1392 mit einer Adelheid von Kleve, einer Tochter des Grafen von Kleve, verheiratet war. Die Vermutung basiert u. a. auch auf der Tatsache, dass besagter Adolfus puer laut 1093er Urkunde unter der Vormundschaft des Grafen Dietrich von Kleve stand. Vieles der erst Anfang des 16. Jahrhunderts entstandenen Chronik ist jedoch nachweislich fehlerhaft, weswegen der Bericht dieser bergisch-klevischen Heirat von Kraus als unglaubwürdig eingestuft und abgelehnt wird.
Eine weitere Variante präsentierten 1994/2007 Heimatforscher Gruß und der damalige Schriftführer des Bergischen Geschichtsvereins, Herdepe, die Adolf I. sowohl mit Adulfus di Huvili als auch Adolfus puer gleichsetzen und ihn mit Adelheid von Lauffen verheiratet sehen. Dieser Ansatz wurde in der wissenschaftlichen Literatur bisher nicht diskutiert.
2022 veröffentlichte Vera Eiteneuer eine neue Theorie, wonach Adolf I. mit Graf Adolf von Nörvenich (urkundl. 1081), Bruder des Adalbert von Saffenberg, gleichzusetzen ist, die Grafen von Berg damit dem Grafengeschlecht Saffenberg-Nörvenich entstammen. Dies wäre aber nur möglich, wenn die sich in einer Urkunde aus dem Jahr 1167 findende Aussage, dass Adolf von Nörvenich kinderlos (sine liberis) verstarb, faktisch falsch wäre. Dafür jedoch existiert kein urkundlicher Beleg.